# Glossogobius
Glossogobius é um género de peixe da família Gobiidae.
Este género contém as seguintes espécies:
- Glossogobius ankaranensis
- Glossogobius biocellatus
- Glossogobius flavipinnis
- Glossogobius hoesei
- Glossogobius intermedius
- Glossogobius matanensis